# Dudanus junatovi
Dudanus junatovi är en insektsart som beskrevs av Alexander Fyodorovich Emeljanov 1964. Dudanus junatovi ingår i släktet Dudanus och familjen dvärgstritar. Inga underarter finns listade i Catalogue of Life.